# Estación Yser
La estación de metro Yser / IJzer es una estación de metro de Bruselas en el segmento norte de las líneas 2 y 6. Se inauguró el 2 de octubre de 1988 y se encuentra debajo del anillo pequeño entre la Place Yser / IJzerplein y Porte d'Anvers / Antwerpsepoort en el municipio de la Ciudad de Bruselas. Su nombre proviene del río Yser.
Yser/IJzer se encuentra debajo del Pequeño Anillo de Bruelas, cerca del Ministerio de la Comunidad Flamenca y del Teatro Real Flamenco. Además del túnel del metro, el túnel Léopold II también está presente para el tráfico rodado.
Hay un pasillo de la estación en ambos extremos de las plataformas, con salidas que conducen a la Puerta de Amberes y a la Place Yser. Sobre el suelo hay una conexión con el tranvía 51 y los autobuses de STIB y De Lijn en la parada de Antwerpsepoort.
- Datos: Q2715354
- Multimedia: Yser/IJzer metro station / Q2715354